# Haloxylon
Genre
Classification phylogénétique
Synonymes
- Anabasis
- Arthrophytum

Haloxylon est un genre d'arbustes ou de petits arbres, appartenant à la famille des Amaranthaceae en classification phylogénétique et des Chenopodiaceae en classification classique. 

## Étymologie
Nom scientifique
Le nom de genre vient du grec puis du latin "Halo / Halos" (sel) et "xylon" (bois) pour signifier l'adaptation de ces plantes aux sols salins.
Nom vernaculaire
Le genre Haloxylon et ses espèces sont connus sous le nom commun de saxauln, sacsaoul, saksaul ou encore saksaoul. 
Selon le linguiste russe Dmitri Ouchakov, le nom russe "саксаул" (saksaul) aurait été emprunté au kazakh (seksewil ou seksevil, "сексеуiл" en russe). Dans la langue kazakhe moderne, l'arbuste est appelé "seksewil". Selon l'ouvrage "The School Etymological Dictionary, le nom saksaul a été emprunté au XIXe siècle aux langues turques.

## Description
Les espèces du genre Haloxylon sont des arbustes ou de petits arbres de 1 à 8 mètres plus rarement jusqu'à 12 mètres  de hauteur, avec un tronc épais et de nombreuses branches. Les branches de l'année en cours sont vertes, de dressées à pendantes. Les feuilles sont réduites à de petites écailles. Les inflorescences sont de courtes pousses portées sur les tiges de l'année précédente. Les fleurs sont très petites, aussi longues ou plus courtes que les bractéoles, bisexuées ou mâles. Les deux stigmates sont très courts. Dans les fruits, les segments du périanthe développent des ailes qui se déploient. Le fruit mesure, avec ses ailes, environ 8 millimètres de diamètre. La graine mesure environ 1,5 mm de diamètre.
L'espèce Haloxylon ammodendron « supportant une salification intense du sol, se couvre de tâches rapprochées d'efflorescences du sel, ou même d'une croûte blanche formée par ces dernières ».

## Distribution
Le genre Haloxylon est distribué dans le sud-ouest et l'Asie centrale, de l'Égypte à la Mongolie et à la Chine (Sinkiang et Kansu), où il pousse dans des habitats sableux  (psammophyte) ou « argileux, supportant un salification intense du sol ».

## Taxonomie
Le nom de genre Haloxylon a été publié par Alexander Bunge (ex Eduard Fenzl) en 1851, avec l'espèce type Haloxylon ammodendron.
Le genre appartient à la sous-famille des Salsoloideae dans la famille des Amaranthaceae. Il ne comprend que deux espèces :
- Haloxylon ammodendron (C.A.Mey.) Bunge ex Fenzl. (Synonyme: Haloxylon aphyllum [7]) - saxaul noir
- Haloxylon persicum Bunge ex Boiss. - saxaul blanc

Des recherches phylogénétiques ont révélé que plusieurs espèces anciennement incluses dans le genre Haloxylon n'y sont pas apparentées ; elles sont maintenant classées dans le genre Hammada (exemple Hammada scoparia), à l'exception de l'ancien Haloxylon stocksii (syn. Haloxylon recurvum), qui a été déplacé vers le genre Salsola et l'espèce Salsola stocksii (en).

## Écologie
Dans les déserts d'Asie centrale, un grand nombre d'oiseaux sont associés au saxaul, y compris le moineau saxaul.
Dans l'ancien lit de la mer d'Aral, des saxaouls sont plantés pour empêcher le vent de se charger du sable contaminé du fond marin asséché et d'éviter qu'il ne se diffuse dans l'atmosphère. Le but de cette culture est de couvrir tout l'ancien lit d'une forêt d'Haloxylon.